# Tony Blair
Anthony Charles Lynton Blair KG, conegut popularment com a Tony Blair, (Edimburg, Escòcia 1953) és un advocat i polític britànic, antic Primer Ministre del Regne Unit (1997-2007) i líder del Partit Laborista entre 1994 i 2007.

## Biografia
Va néixer el 6 de maig de 1953 a la ciutat escocesa d'Edimburg, fill d'un advocat i professor universitari. Va passar la major part de la seva infantesa a Durham, però als 14 anys va tornar a Edimburg per acabar la seva educació al Fettes College i després a la Universitat d'Oxford, on va estudiar dret i es va graduar el 1976 en l'especialitat de dret sindical. Posteriorment l'any 1983 es va afiliar al "Sindicat Obrer", a Edimburg.
L'any 1980 es va casar amb la prestigiosa advocada Cherie Booth pel ritu catòlic, tot i que la confessió d'ell era l'anglicana. Cherie fou la impulsora que Blair entrés en política. El 2007, immediatament després de la seva dimissió de primer ministre, Blair va anunciar la seva conversió al catolicisme.

## Inicis polítics
L'any 1975, durant la seva estada a la Universitat d'Oxford, va ingressar al Partit Laborista Britànic, situant-se a l'ala més esquerrana i socialista d'aquest partit. El 1983 ingressà al Parlament de Westminster elegit amb el Partit Laborista amb una campanya campanya electoral en la què mostrà la seva oposició a la Comunitat Econòmica Europea i donà suport a la Campanya pel desarmament nuclear. Com a diputat, Blair va donar suport a traslladar el partit al centre polític de la política britànica després de perdre tres eleccions consecutives contra Margaret Thatcher. Va ser nomenat al gabinet ombra de Neil Kinnock el 1988 i va ser nomenat secretari d'interior ombra per John Smith el 1992.
Esdevingué líder del Partit Laborista el 1994 després de la mort de John Smith, convertint-se en el líder més jove que havia tingut mai el laborisme. En el congrés de 1996 el seu partit va adoptar la política proposada per Blair, que buscava una reforma constitucional, especial atenció a l'educació i la sanitat i un major acostament a la Unió Europea (UE).

## Primer Ministre

### Primera Legislatura
En les eleccions al Parlament del Regne Unit de 1997 va derrotar el llavors cap de govern, el conservador i líder del Partit Conservador John Major, per una majoria de vots aclaparadora. Va presentar "el model per al segle xxi", segons el principi d'assolir "treball per als qui puguin treballar" i "seguretat per a aquells que no poden". Com un dels fonaments del seu govern, es basà en les idees del teòric social Anthony Giddens, director de la London School of Economics i propulsor de la tercera via.
Va contribuir a posar fi a trenta anys de conflicte a Irlanda del Nord, valent-se per a això de la col·laboració de Mo Mowlam, nomenada ministra per a aquesta regió. El 1998, després de gairebé dos anys de negociacions, van ser signats els Acord de Belfast de Divendres Sant. al castell de Stormont, en els quals Bill Clinton va actuar com mediador.

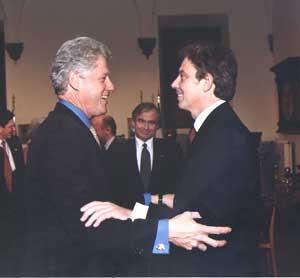
Tony Blair i Bill Clinton l'any 1999

Donald Dewar, com a secretari d'estat per a Escòcia va executar les promeses del seu partit sobre la creació d'un Parlament Escocès; convocà un referèndum al setembre d'aquest any, en el qual un 75% dels votants es va pronunciar a favor de la devolució de poders. El gener de 1999 va proposar convertir la Cambra dels Lords en un Senat escollit per sufragi universal. Aquesta idea, juntament amb la de la reforma del sistema electoral britànic "first past post", majoritari simple en circumscripcions uninominals, fou posteriorment abandonada. Va establir una autonomia limitada per al País de Gal·les basada en una assemblea territorial i va limitar a noranta el nombre d'escons hereditaris en la Cambra dels Lords.
La primavera de 2001 Blair va decidir no esgotar els cinc anys de legislatura i convocar les eleccions per al 7 de juny, recolzat per una favorable opinió publica. El seu partit va conquistar la seva segona majoria absoluta consecutiva, una cosa que mai havia conegut el seu partit.

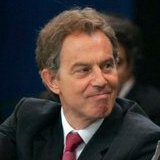
Tony Blair l'any 2004 en una reunió de l'OTAN

Entre els seus crítics, alguns autors consideren que el seu govern va continuar les polítiques econòmiques liberals de Margaret Thatcher, que va fer una política de centre-dreta, o que va abandonar el laborisme per a convertir-se al social-liberalisme.

### Intervencions militars

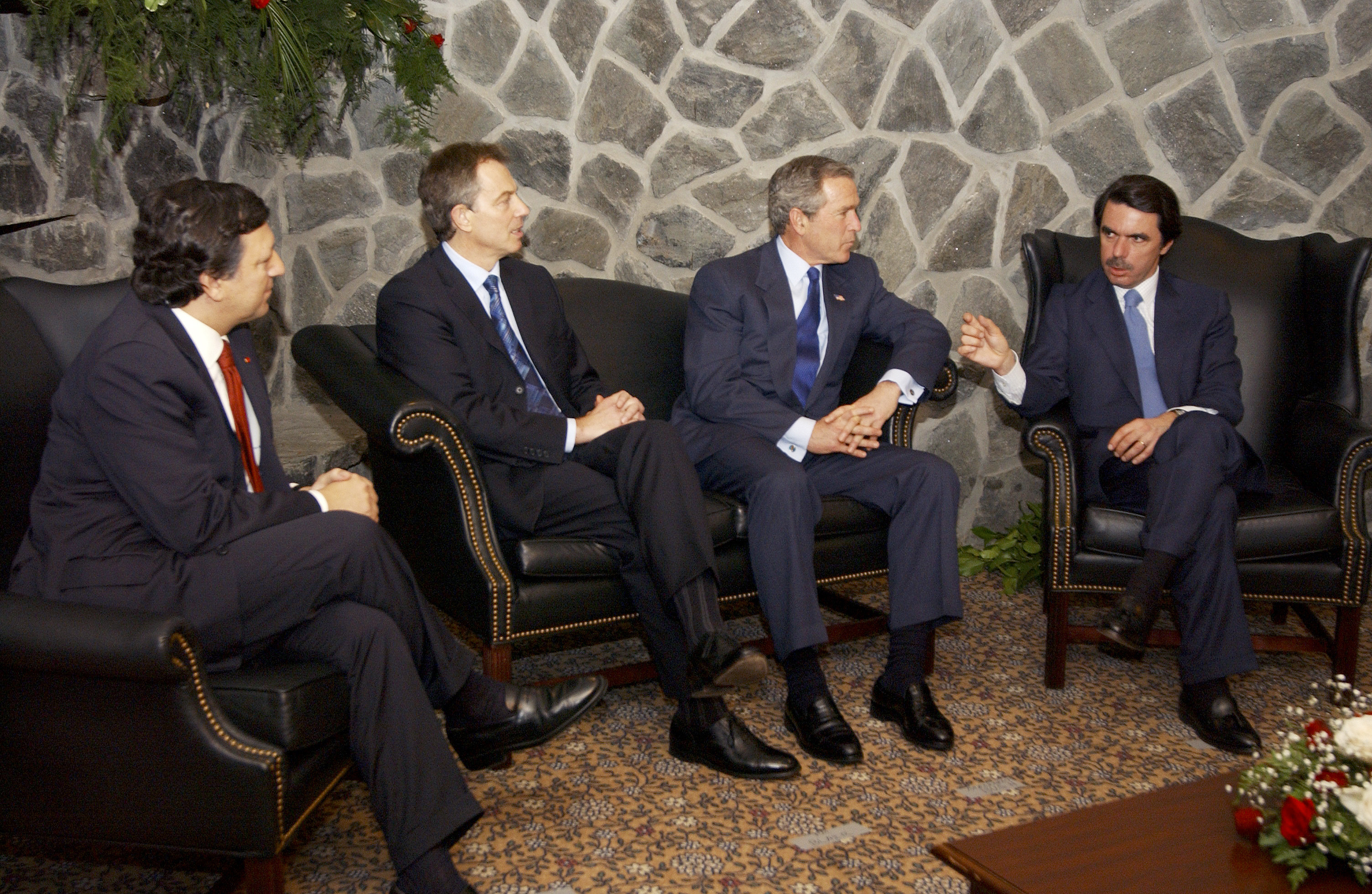
Cimera de les Açores (16 de març de 2003): José Manuel Durão Barroso, Tony Blair, George W. Bush i José María Aznar

Blair va aprovar l'enviament de tropes britàniques a l'Afganistan i l'Iraq per a enderrocar el govern talibà i el de Saddam Hussein respectivament, a més, d'erradicar la xarxa internacional de terrorisme Al Qaeda. La reunió entre els presidents de Portugal, Espanya, Regne Unit i Estats Units d'Amèrica, que es conegué amb el nom de Cimera de les Açores, permetí establir una aliança entre aquests quatre països i el futur establiment de nous governs a l'Afganistan i l'Iraq que simpatitzen amb els interessos del govern nord-americà.

### Invasió de l'Iraq
Va donar el suport britànic a George W. Bush per la Invasió de l'Iraq de 2003, país que havia situat dins del que va anomenar eix del mal, acusant al govern iraquià de mantenir una gran quantitat d'armes de destrucció massiva, tenir vincles amb Al Qaeda, i ser un perill imminent per a la humanitat, acusacions que van ser fortament contestades per alguns polítics, ciutadans i experts que s'oposaven als plans d'invasió de l'Iraq. Així mateix fou criticat pel descobriment de les falsedats utilitzades per a justificar el seu suport: escàndols de les escoltes il·legals a les Nacions Unides, la pressió sobre la cadena de comunicació BBC i el suïcidi del doctor Kelly. Distanciat d'anteriors col·laboradors laboristes, com Robin Cook o Ken Livingstone, la victòria en les eleccions al Parlament del Regne Unit de 2005 amb una nova majoria absoluta, encara que més reduïda, va possibilitar per a Blair un insòlit tercer mandat consecutiu com a premier britànic laborista.
El 6 de juliol de 2005 Londres fou escollida pel Comitè Olímpic Internacional (COI) com a seu dels Jocs Olímpics d'Estiu de l'any 2012. De manera simultània, Blair, l'activitat de la qual en el triomf de la candidatura londinenca es va considerar decisiva, va actuar com a amfitrió de la cimera del G8, una cimera que els països industrialitzats van tractar la fam a l'Àfrica i l'escalfament global, uns dels principals problemes del moment. El 7 de juliol del mateix any, però, Londres va viure uns tràgics esdeveniments vinculats al terrorisme internacional; aquest dia, quatre bombes van explotar en tres estacions de metro i en un autobús al centre de la ciutat. Pocs dies després el balanç de l'atemptat, reivindicat per un grup de l'organització terrorista islamista Al-Qaeda, era de més de 55 morts i més de 700 ferits.

### Procés de pau a Irlanda
Blair va acceptar la interlocució amb el Sinn Féin, proper a l'IRA, sense trencar amb els unionistes de l'Ulster i el 10 d'abril de 1998 els governs irlandès i britànic, i diferents partits polítics (entre ells la majoria dels nord-irlandesos, inclòs el Sinn Féin) van signar l'acord de Divendres Sant amb la intenció de posar fi al Conflicte d'Irlanda del Nord.
El 28 de juliol de 2005 l'IRA va realitzar un comunicat anunciant la seva decisió d'abandonar la lluita armada i considerar la via pacífica com a únic mitjà per a la consecució dels seus objectius. Blair i Bertie Ahern, primer ministre de la República d'Irlanda, van manifestar que, en cas de verificar-se, aquest anunci arribaria a la dimensió d'un esdeveniment històric. El 26 de setembre següent la Comissió Internacional Independent encarregada de supervisar el desarmament a la Irlanda del Nord va garantir que l'IRA havia completat la inutilització de tots els seus arsenals.

### Fi del seu mandat
El novembre de 2005 va viure la derrota a la Cambra dels Comuns (al no rebre el suport de tots els membres del seu partit) al seu projecte de llei antiterrorista per a augmentar a 90 dies el període de detenció preventiva de sospitosos de terrorisme. Diversos escàndols relacionats amb alguns dels seus ministres, així com el que va destapar presumptes irregularitats en el finançament del Partit Laborista, van posar al seu govern en una difícil situació l'abril de 2006. Hores després que el laborisme sofrís una severa derrota en les eleccions locals celebrades a Anglaterra el 4 de maig d'aquell any, Blair va efectuar una reestructuració del seu gabinet, que, entre altres canvis, va suposar l'accés de Margaret Beckett a Afers Exteriors (substituint el polèmic Jack Straw) i de John Reid a Interior.
El 9 de maig de 2007 anuncià la seva retirada i postulà el nom de Gordon Brown com a substitut seu al davant del seu partit així com del càrrec de Primer Ministre.

## Política europea
Com a president de torn del Consell de la Unió Europea Blair va assistir a la cimera de maig de 1998 que va aprovar l'entrada en circulació de l'euro, encara que el Regne Unit havia decidit no formar part de la zona euro.
Després de la seva signatura a Roma Blair va prometre ratificar per part del Regne Unit, i mitjançant un referèndum, el tractat pel qual s'establix una Constitució per a Europa, però va posposat sine die la seva data de celebració. Així mateix, va buscar durant el seu govern que el seu país s'adherís a l'euro, prometent malgrat tot un referèndum específic abans d'executar l'adhesió.
El 2004, quan 10 països es van incorporar a la UE el 2004 els seus ciutadans tenien el dret a la lliure circulació dels treballadors, però la seva arribada va transformar el debat sobre la pertinença a la UE i el 2016, dos milions més de persones nascudes a la UE residien al Regne Unit. Durant anys diversos estats membres de la UE van fer pressió per a aconseguir l'eliminació del descompte conegut com a Xec britànic, però el govern va resistir totes les crides a la seva cancel·lació. Al desembre de 2005 el Consell arribà a un acord quan Blair va proposar reduir en 10.500 milions d'euros el xec durant el període comprès entre 2007 i 2013.
L'any 1999 fou guardonat amb el Premi Internacional Carlemany per la seva contribució a la unitat europea.